# John Le Lievre
John Le Lievre, né le 9 juin 1956 à Saint-Pierre-Port et mort le 23 mai 2021, est un joueur professionnel de squash représentant l'Angleterre. Il atteint en avril 1980 la 24e place mondiale sur le circuit international, son meilleur classement.
Il est champion d'Europe par équipes en 1978.

## Biographie
Il est directeur de l'ISPA en 1983. Il meurt de la maladie à corps de Lewy le 23 mai 2021.

## Palmarès

### Titres
- Championnats d'Europe par équipes : 1978